# Buschewe
Buschewe (ukrainisch Бушеве; russisch Бушево Buschewo) ist ein Dorf im Süden der ukrainischen Oblast Kiew mit etwa 800 Einwohnern (2001).

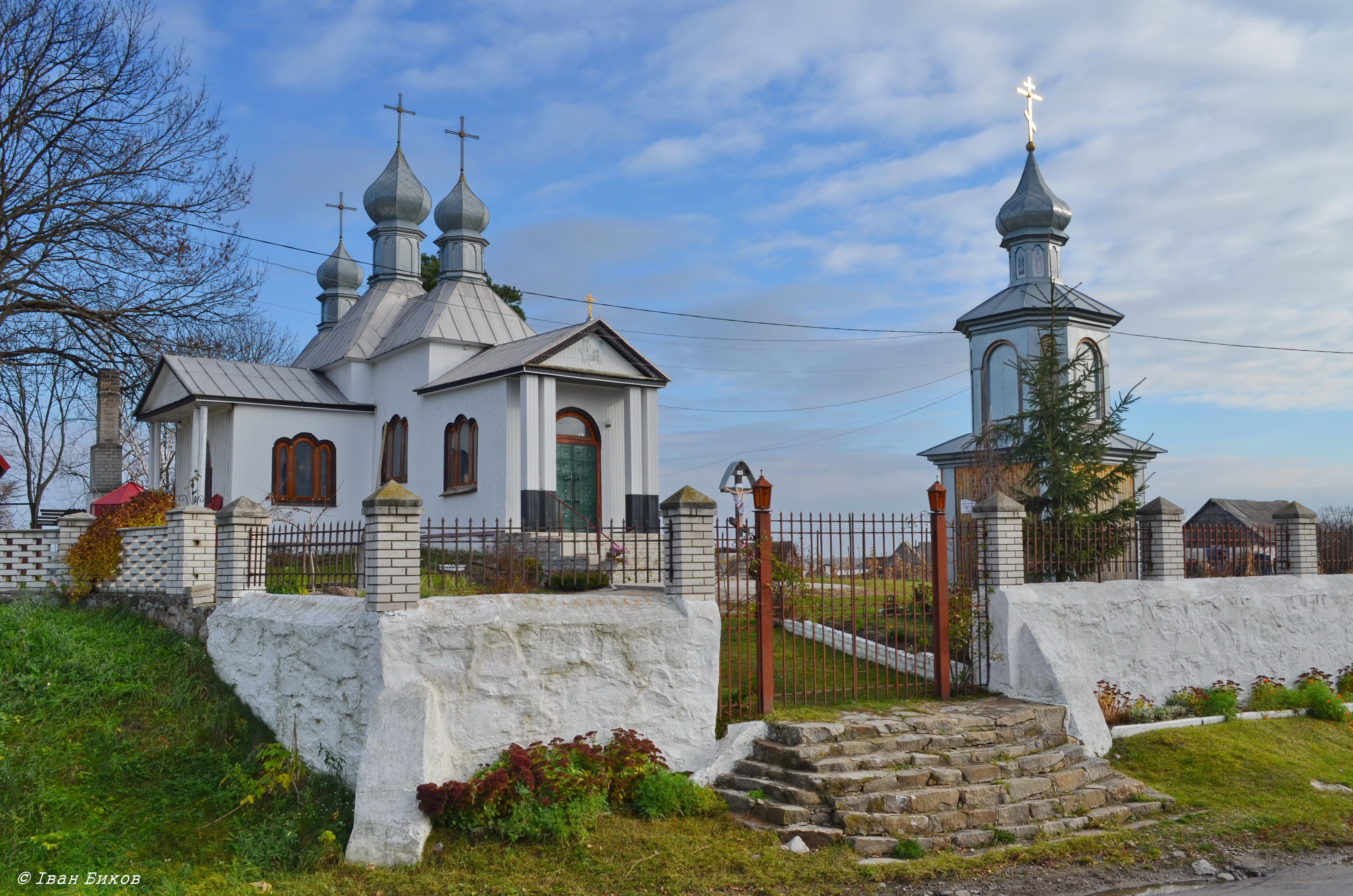
Denkmalgeschütztes Gebäude der orthodoxen Dreifaltigkeitskirche im Dorf

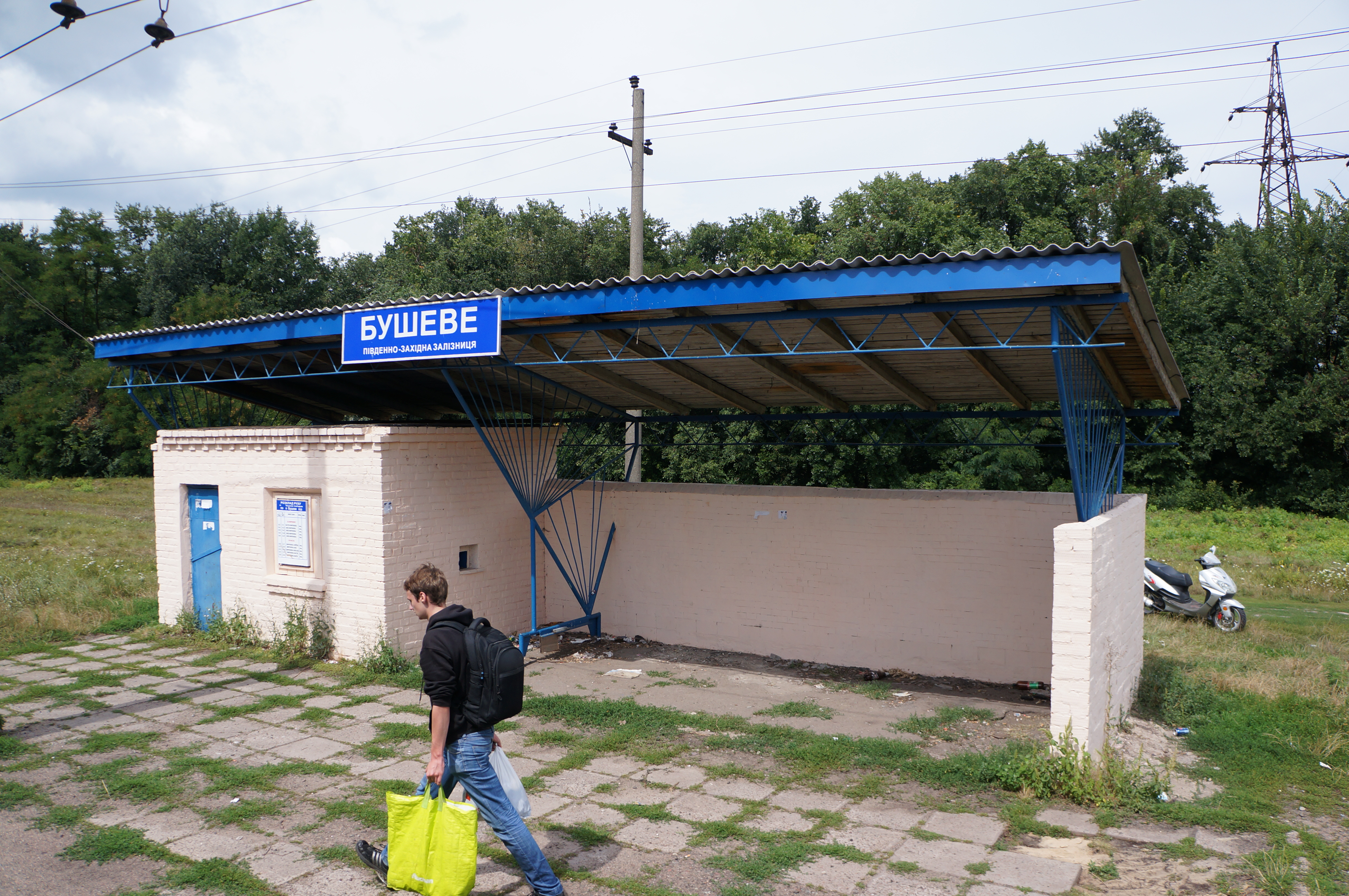
Bahnstation Buschewe

Die Ortschaft liegt auf einer Höhe von 167 m am rechten Ufer des Ros, einem 346 km langen, rechten Nebenfluss des Dnepr, 13 km südöstlich vom ehemaligen Rajonzentrum Rokytne und 110 km südlich der Hauptstadt Kiew.
Durch Buschewe führt die Territorialstraße T–10–21, die nördlich vom Dorf bei Olschanyzja auf die T–10–17 trifft. Im Norden der Ortschaft verläuft die Bahnstrecke Fastiw–Myroniwka, an der die Ortschaft eine Bahnstation besitzt.
Am 12. Juni 2020 wurde das Dorf ein Teil der neugegründeten Siedlungsgemeinde Rokytne, bis dahin bildete es die gleichnamige Landratsgemeinde Buschewe (Бушевська сільська рада/Buschewska silska rada) im Südosten des Rajons Rokytne.
Am 17. Juli 2020 kam es im Zuge einer großen Rajonsreform zum Anschluss des Rajonsgebietes an den Rajon Bila Zerkwa.

## Geschichte
Das erstmals 1740 schriftlich erwähnte Dorf hieß bis 1946 Prussy (Пруси).
Am Dorfrand befinden sich die Überreste von zwei Siedlungen aus dem 1. Jahrtausend v. Chr. sowie einer befestigten Siedlung aus dem 9.–13. Jahrhundert.
Die Dreifaltigkeitskirche von 1760 befindet sich auf einem Hügel im Zentrum des Dorfes und ist, trotz ihrer Kunststoffverkleidungen, eines der besten Beispiele für hölzerne Kirchenarchitektur in der rechtsufrigen Ukraine und ein architektonisches Denkmal von nationaler Bedeutung. Sie steht auf einem Steinsockel und besitzt drei Kuppeln. Der hölzerne Glockenturm neben der Kirche ist modern und wurde an Stelle des ursprünglichen Glockenturms von 1750 errichtet, der 1970 in das Freilichtmuseum Perejaslaw verlegt wurde. Außerdem ist im Dorf das Gebäude einer Wassermühle aus dem 19. Jahrhundert erhalten geblieben.